# Pompiliusz
Pompiliusz – imię męskie pochodzenia łacińskiego wywodząc się od rzymskiego nazwiska Pompilius o nieznanej etymologii. Patronem tego imienia jest św. Pompiliusz, zakonnik (zm. 1766). 
Pompiliusz imieniny obchodzi 15 lipca, jako wspomnienie św. Pompiliusza.
Znane osoby noszące nazwisko Pompiliusz:
- Numa Pompiliusz, legendarny król Rzymu.